# Svetlana Romașina
Svetlana Romașina (n. 21 septembrie 1989, Moscova, RSFS Rusă, URSS) este o sportivă ce a reprezentat Rusia, medaliată olimpică. A participat la 4 ediții ale Jocurilor Olimpice (2008, 2012, 2016, 2020) în care a câștigat 7 medalii de aur.